# Besta-deild karla 2022
La Besta-deild karla 2022 (conocida como Pepsi Deild Karla al ser patrocinada por Pepsi) fue la edición número 111 de la Besta-deild karla, la máxima división de fútbol en Islandia. La temporada comenzó el 18 de abril y finalizó el 29 de octubre.

## Sistema de competición
Los doce equipos participantes jugaron entre sí todos contra todos dos veces totalizando 22 partidos cada uno. Al término de la jornada 22 los seis primeros pasaron al "grupo campeonato" y los restantes seis al "grupo descenso", y jugaron entre sí una sola vez totalizando 27 jornadas. El primer clasificado del grupo campeonato se consagró campeón y obtuvo un cupo para la ronda preliminar de la Liga de Campeones 2023-24, mientras que el segundo clasificado obtuvo un cupo para la primera ronda de la Liga de Conferencia Europa 2023-24. Los dos últimos clasificados del grupo descenso descendieron a la 1. deild karla 2023.
Un segundo cupo para la primera ronda de la Liga de Conferencia Europa 2023-24 fue asignado al campeón de la Copa de Islandia.

## Ascensos y descensos
| Pos. | Ascendidos de 1. deild karla 2021 |
| ---- | --------------------------------- |
| 1    | Fram Reykjavík                    |
| 2    | ÍBV Vestmannæyjar                 |

| Pos. | Descendidos de Úrvalsdeild 2021 |
| ---- | ------------------------------- |
| 11   | HK Kópavogur                    |
| 12   | Fylkir Reykjavík                |

## Equipos participantes
| Equipo             | Ciudad        | Estadio           | Capacidad |
| ------------------ | ------------- | ----------------- | --------- |
| Breiðablik         | Kópavogur     | Kópavogsvöllur    | 3009      |
| FH                 | Hafnarfjörður | Kaplakrikavöllur  | 6450      |
| Fram               | Reikiavik     | Laugardalsvöllur  | 9800      |
| ÍBV Vestmannæyjar  | Islas Vestman | Hásteinsvöllur    | 2300      |
| ÍA                 | Akranes       | Akranesvöllur     | 3054      |
| KA                 | Akureyri      | Akureyrarvöllur   | 1645      |
| Keflavík           | Keflavík      | Keflavíkurvöllur  | 5200      |
| KR                 | Reikiavik     | KR-Völlur         | 3333      |
| Leiknir            | Reikiavik     | Leiknisvöllur     | 1500      |
| Stjarnan           | Garðabær      | Stjörnuvöllur     | 1440      |
| Valur              | Reikiavik     | Vodafonevöllurinn | 2465      |
| Víkingur Reykjavík | Reikiavik     | Víkingsvöllur     | 2023      |

## Temporada regular

### Clasificación
Actualizado el 17 de septiembre de 2022.
| Pos. | Equipo             | Pts. | PJ | G  | E  | P  | GF | GC | Dif. | Clasificación o descenso       |
| ---- | ------------------ | ---- | -- | -- | -- | -- | -- | -- | ---- | ------------------------------ |
| 1    | Breiðablik         | 51   | 22 | 16 | 3  | 3  | 55 | 23 | +32  | Clasifican al Grupo Campeonato |
| 2    | Víkingur Reykjavík | 43   | 22 | 12 | 7  | 3  | 58 | 32 | +26  | Clasifican al Grupo Campeonato |
| 3    | KA                 | 43   | 22 | 13 | 4  | 5  | 45 | 26 | +19  | Clasifican al Grupo Campeonato |
| 4    | Valur              | 32   | 22 | 9  | 5  | 8  | 38 | 32 | +6   | Clasifican al Grupo Campeonato |
| 5    | KR                 | 31   | 22 | 7  | 10 | 5  | 37 | 34 | +3   | Clasifican al Grupo Campeonato |
| 6    | Stjarnan           | 31   | 22 | 8  | 7  | 7  | 40 | 42 | −2   | Clasifican al Grupo Campeonato |
| 7    | Keflavík           | 28   | 22 | 8  | 4  | 10 | 39 | 40 | −1   | Clasifican al Grupo Descenso   |
| 8    | Fram               | 25   | 22 | 5  | 10 | 7  | 44 | 51 | −7   | Clasifican al Grupo Descenso   |
| 9    | ÍBV Vestmannæyjar  | 20   | 22 | 4  | 8  | 10 | 33 | 44 | −11  | Clasifican al Grupo Descenso   |
| 10   | Leiknir            | 20   | 22 | 5  | 5  | 12 | 21 | 49 | −28  | Clasifican al Grupo Descenso   |
| 11   | FH                 | 19   | 22 | 4  | 7  | 11 | 27 | 35 | −8   | Clasifican al Grupo Descenso   |
| 12   | ÍA                 | 15   | 22 | 3  | 6  | 13 | 24 | 53 | −29  | Clasifican al Grupo Descenso   |

 Fuente: Flashscore KSI (en islandés)
Criterios de clasificación: 1) Puntos; 2) Gol diferencia; 3) Goles anotados; 4) Puntos en partidos directos; 5) Gol diferencia en partidos directos; 6) Goles anotados en partidos directos; 7) Goles de visitante en partidos directos; 8) Play-off (solo para decidir al campeón); 9) Sorteo.

### Resultados
| Local \ Visitante  | BRE | FH  | FRA | ÍA  | ÍBV | KA  | KEF | KR  | LEI | STJ | VAL | VÍK |
| ------------------ | --- | --- | --- | --- | --- | --- | --- | --- | --- | --- | --- | --- |
| Breiðablik         |     | 3–0 | 4–3 | 3–1 | 3–0 | 4–1 | 4–1 | 4–0 | 4–0 | 3–2 | 1–0 | 1–1 |
| FH                 | 0–0 |     | 4–2 | 6–1 | 2–0 | 0–3 | 3–0 | 2–3 | 2–2 | 1–1 | 2–2 | 0–3 |
| Fram               | 0–2 | 1–0 |     | 1–1 | 3–3 | 2–2 | 4–8 | 1–4 | 4–1 | 2–2 | 3–2 | 3–3 |
| ÍA                 | 1–5 | 1–1 | 0–4 |     | 2–1 | 0–3 | 0–2 | 4–4 | 1–2 | 0–3 | 1–2 | 3–0 |
| ÍBV Vestmannæyjar  | 0–0 | 4–1 | 2–2 | 0–0 |     | 0–3 | 2–2 | 1–2 | 1–1 | 3–1 | 3–2 | 0–3 |
| KA                 | 2–1 | 1–0 | 2–2 | 3–0 | 4–3 |     | 3–2 | 0–1 | 1–0 | 0–2 | 1–1 | 2–3 |
| Keflavík           | 2–3 | 2–1 | 3–1 | 0–1 | 3–3 | 1–3 |     | 0–0 | 3–0 | 2–2 | 0–1 | 0–3 |
| KR                 | 0–1 | 0–0 | 1–1 | 3–3 | 4–0 | 0–0 | 1–0 |     | 1–1 | 3–1 | 3–3 | 0–3 |
| Leiknir            | 1–2 | 0–0 | 1–2 | 1–0 | 1–4 | 0–5 | 1–2 | 4–3 |     | 0–3 | 1–0 | 0–0 |
| Stjarnan           | 5–2 | 2–1 | 1–1 | 2–2 | 1–0 | 2–4 | 0–2 | 1–1 | 0–3 |     | 1–0 | 2–2 |
| Valur              | 3–2 | 2–0 | 1–1 | 4–0 | 2–1 | 0–1 | 0–3 | 2–1 | 2–1 | 6–1 |     | 1–3 |
| Víkingur Reykjavík | 0–3 | 2–1 | 4–1 | 3–2 | 2–2 | 2–1 | 4–1 | 2–2 | 9–0 | 4–5 | 2–2 |     |

## Grupo Campeonato

### Tabla de posiciones
Actualizado el 29 de octubre de 2022.
| Pos. | Equipo             | Pts. | PJ | G  | E  | P  | GF | GC | Dif. | Clasificación o descenso                                |
| ---- | ------------------ | ---- | -- | -- | -- | -- | -- | -- | ---- | ------------------------------------------------------- |
| 1    | Breiðablik (C)     | 63   | 27 | 20 | 3  | 4  | 66 | 27 | +39  | Ronda preliminar de Liga de Campeones                   |
| 2    | KA                 | 53   | 27 | 16 | 5  | 6  | 54 | 30 | +24  | Primera ronda clasificatoria de Liga Europa Conferencia |
| 3    | Víkingur Reykjavík | 48   | 27 | 13 | 9  | 5  | 66 | 41 | +25  | Primera ronda clasificatoria de Liga Europa Conferencia |
| 4    | KR                 | 38   | 27 | 9  | 11 | 7  | 42 | 40 | +2   |                                                         |
| 5    | Stjarnan           | 37   | 27 | 10 | 7  | 10 | 44 | 52 | −8   |                                                         |
| 6    | Valur              | 35   | 27 | 10 | 5  | 12 | 46 | 44 | +2   |                                                         |

 Fuente: Flashscore KSI (en islandés)
Criterios de clasificación: 1) Puntos; 2) Gol diferencia; 3) Goles anotados; 4) Puntos en partidos directos; 5) Gol diferencia en partidos directos; 6) Goles anotados en partidos directos; 7) Goles de visitante en partidos directos; 8) Play-off (solo para decidir al campeón); 9) Sorteo.
Notas:
1. ↑  Campeón de la Copa de Islandia 2022.

### Resultados
| Local \ Visitante  | BRE | KA  | KR  | STJ | VAL | VÍK |
| ------------------ | --- | --- | --- | --- | --- | --- |
| Breiðablik         |     |     | 0–1 | 3–0 |     | 1–0 |
| KA                 | 1–2 |     | 1–0 |     | 2–0 |     |
| KR                 |     |     |     | 0–2 | 2–1 |     |
| Stjarnan           |     | 0–3 |     |     |     | 2–1 |
| Valur              | 2–5 |     |     | 3–0 |     |     |
| Víkingur Reykjavík |     | 2–2 | 2–2 |     | 3–2 |     |

## Grupo Descenso

### Tabla de posiciones
Actualizado el 29 de octubre de 2022.
| Pos. | Equipo            | Pts. | PJ | G  | E  | P  | GF | GC | Dif. | Clasificación o descenso  |
| ---- | ----------------- | ---- | -- | -- | -- | -- | -- | -- | ---- | ------------------------- |
| 1    | Keflavík          | 37   | 27 | 11 | 4  | 12 | 56 | 48 | +8   |                           |
| 2    | ÍBV Vestmannæyjar | 32   | 27 | 8  | 8  | 11 | 43 | 50 | −7   |                           |
| 3    | Fram              | 31   | 27 | 7  | 10 | 10 | 53 | 63 | −10  |                           |
| 4    | FH                | 25   | 27 | 6  | 7  | 14 | 36 | 46 | −10  |                           |
| 5    | ÍA (D)            | 25   | 27 | 6  | 7  | 14 | 36 | 63 | −27  | Descenso a 1. deild karla |
| 6    | Leiknir (D)       | 21   | 27 | 5  | 6  | 16 | 28 | 66 | −38  | Descenso a 1. deild karla |

 Fuente: Flashscore KSI (en islandés)
Criterios de clasificación: 1) Puntos; 2) Gol diferencia; 3) Goles anotados; 4) Puntos en partidos directos; 5) Gol diferencia en partidos directos; 6) Goles anotados en partidos directos; 7) Goles de visitante en partidos directos; 8) Play-off (solo para decidir al campeón); 9) Sorteo.

### Resultados
| Local \ Visitante | FH  | FRA | ÍA  | ÍBV | KEF | LEI |
| ----------------- | --- | --- | --- | --- | --- | --- |
| FH                |     |     | 1–2 |     |     | 4–2 |
| Fram              | 3–0 |     |     | 1–3 |     | 3–2 |
| ÍA                |     | 3–2 |     | 3–2 |     |     |
| ÍBV Vestmannæyjar | 2–1 |     |     |     | 2–1 | 1–0 |
| Keflavík          | 2–3 | 4–0 | 3–2 |     |     |     |
| Leiknir           |     |     | 2–2 |     | 1–7 |     |

## Máximos goleadores
Actualizado al 23 de junio de 2022.
| N.° | Jugador                | Club       | Goles |
| --- | ---------------------- | ---------- | ----- |
| 1   | Ísak Þorvaldsson       | Breiðablik | 11    |
| 2   | Guðmundur Magnússon    | Fram       | 9     |
| 3   | Jason Daði Svanþórsson | Breiðablik | 7     |
| 3   | Emil Atlason           | Stjarnan   | 7     |
| 5   | Matthías Vilhjálmsson  | FH         | 5     |
| 5   | Nökkvi Þeyr Þórisson   | KA         | 5     |
| 7   | Kristall Máni Ingason  | Víkingur   | 4     |
| 7   | Arnór Smárason         | Valur      | 4     |
| 7   | Patrik Johannesen      | Keflavík   | 4     |
| 7   | Andri Rúnar Bjarnason  | ÍBV        | 4     |
| 7   | Kristinn Steindórsson  | Breiðablik | 4     |